# Скиннер, Хью
Хью Уильям Скиннер (англ. Hugh William Skinner; род. 6 января 1985, Лондон) — английский актёр. Он наиболее известен по ролям в ситкомах «W1A» (2014—2017) и «Виндзоры» (2016—2020), а также по своим появлениям в музыкальных фильмах «Отверженные» (2012) и «Mamma Mia! 2» (2018).

## Ранние годы
Хью рос в Лондоне и Роял-Танбридж-Уэллсе, учился в Истборн колледже с 1998 по 2003 год. В возрасте четырех лет Хью год прожил в Австралии в городке Перт. В 2006 году Хью окончил Лондонскую академию музыкального и драматического искусства.

## Карьера
Впервые Хью сыграл профессиональную актерскую роль в 2007 году в постановке Английского гастрольного театра «Французский без слёз». Далее он играл роли второго плана в сериалах BBC «Тэсс из рода д’Эрбервиллей» в 2008 году и «Сердце всякого человека» в 2010. В 2012 году Хью сыграл роль студента-революционера Джоли в фильме «Отверженные».
В 2016 году сыграл роль принца Уильяма в сериале-пародии «Виндзоры», который вышел на канале Channel 4, а в 2017 появился в фильме «Звёздные войны: Последние джедаи». В 2018 году Хью сыграл роль Гарри Брайта в фильме «Mamma Mia! 2». В 2023 году сыграл роль принца Радовида в 3 сезоне сериала от студии Netflix «Ведьмак».

## Фильмография
| Год  | Заголовок                        | Роль             |
| ---- | -------------------------------- | ---------------- |
| 2012 | Отверженные                      | Джоли            |
| 2015 | Убей своих друзей                | Джон             |
| 2017 | Хэмпстед                         | Эрик             |
| 2017 | Звёздные войны: Последние джедаи | Гено Намит       |
| 2018 | Mamma Mia! 2                     | Гарри Брайт      |
| 2021 | Певица на всю голову             | Макс             |
| 2022 | Приглашение                      | Оливер Александр |

## Телевидение
| Год           | Заголовок                  | Роль                | Примечания                                            |
| ------------- | -------------------------- | ------------------- | ----------------------------------------------------- |
| 2007 г.       | Чокнутый                   | Даниэль             | Эпизод 6                                              |
| 2008 г.       | Тэсс из рода д’Эрбервиллей | Феликс Клэр         | мини-сериал; 4 серии                                  |
| 2010          | Сердце всякого человека    | Лайонел Маунтстюарт | мини-сериал; 2 серии                                  |
| 2011          | Закон и порядок: Лондон    | Ян Нейлор           | Эпизод: «The Wrong Man»                               |
| 2014-2017 гг. | W1A                        | Уилл Хамфрис        | Главная роль; 15 серий                                |
| 2014          | Наш зоопарк                | Доктор Барнаби Форд | мини-сериал; 4 серии                                  |
| 2016-2020 гг. | Виндзоры                   | Уильям              | Главная роль; 20 серий                                |
| 2016-2019 гг. | Дрянь                      | Гарри               | Главная роль; 12 серий                                |
| 2016          | Полдарк                    | Анвин Тревананс     | 2 сезон: 5 серий                                      |
| 2017-2018 гг. | Куртизанки                 | сэр Джордж Ховард   | Главная роль (1 сезон); приглашенная звезда (2 сезон) |
| 2018          | Романовы                   | Саймон Берроуз      | Эпизод 8: «The One That Holds Everything»             |
| 2020          | Маленькие пташки           | Хьюго Кавендиш-Смит | Главная роль; 6 серий                                 |
| 2023          | Ведьмак                    | принц Радовид       | 3 сезон                                               |